# Caput succedaneum
En neonatología, caput succedaneum es un término usado para referirse a una lesión cefálica localizada en el cuero cabelludo de un recién nacido que se caracteriza por una acumulación serosanguinolenta, subcutánea y extraperióstica de líquido, sin márgenes definidos.
Es causado por la presión ejercida durante el trabajo de parto sobre una zona de la cabeza  que comprende el tejido subcutáneo y la galea aponeurótica. Caput succedaneum viene del latín que significa «cabeza sustituida».

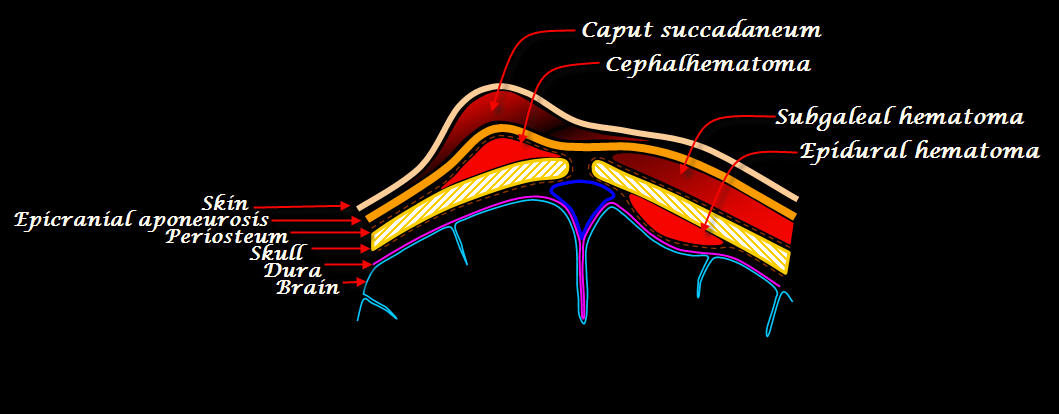
Diferentes sangrados del recién nacido.

## Síntomas
El caput succedaneum se presenta como una inflamación suave y abultada del cuero cabelludo que, a diferencia del cefalohematoma, se extiende sobre la línea media y por lo general no causa complicaciones, sobreinfección de la región afecta, resolviéndose espontáneamente al término de los primeros días del nacimiento. Ocasionalmente se acompaña de hematoma y se presenta en la parte de la cabeza fetal que se presenta primero en el trabajo de parto.

## Tratamiento
El manejo del caput succedaneum consiste solo en observación, pues la recuperación rápida y completa normalmente ocurre sin que el contorno cefálico del bebé se vea afectado. En algunos casos, el trastorno causa irritabilidad en el neonato, por lo que puede requerir analgesia para el dolor de cabeza. Es probable que el profesional de salud ponga límites a la cantidad de maniobras permitidas en el bebé hasta que la inflamación se reduzca o desaparezca. 